# Sayf bin Sultan II
Sayf bin Sultan II (in arabo سلطان بن سيف الثاني‎?; ... – 20 giugno 1743), è stato sultano di Mascate dal 1718 al 1719, dal 1720 al 1722, dal 1723 al 1724 e dal 1728 al 1742 (limitatamente all'area costiera).
Il suo regno fu segnato da un periodo caotico di guerre civili e invasioni da parte delle forze persiane.
Saif bin Sultan II ereditò la guida del paese da bambino ma fu messo da parte a favore di un suo prozio. Questi fu poi deposto e Sayf venne nuovamente proclamato imam, sebbene il potere fosse detenuto da un reggente che in seguito si autoproclamò imam. Il reggente fu deposto, Sayf fu nuovamente proclamato imam e dopo una guerra civile fu nuovamente deposto nel 1724. I combattimenti continuarono e nel 1728 Sayf divenne imam per la quarta e ultima volta. Fu costretto a condividere il potere con un rivale imam che controllava l'interno. Ne seguì una guerra civile in cui il paese era diviso. Sayf bin Sultan chiese due volte l'aiuto dell'Impero persiano. La prima volta i persiani saccheggiarono diverse città e causarono una grande distruzione prima di andarsene. La seconda volta decisero di conquistare il paese. Sayf fu deposto nel 1742 e morì l'anno successivo

## Sovrano fantoccio

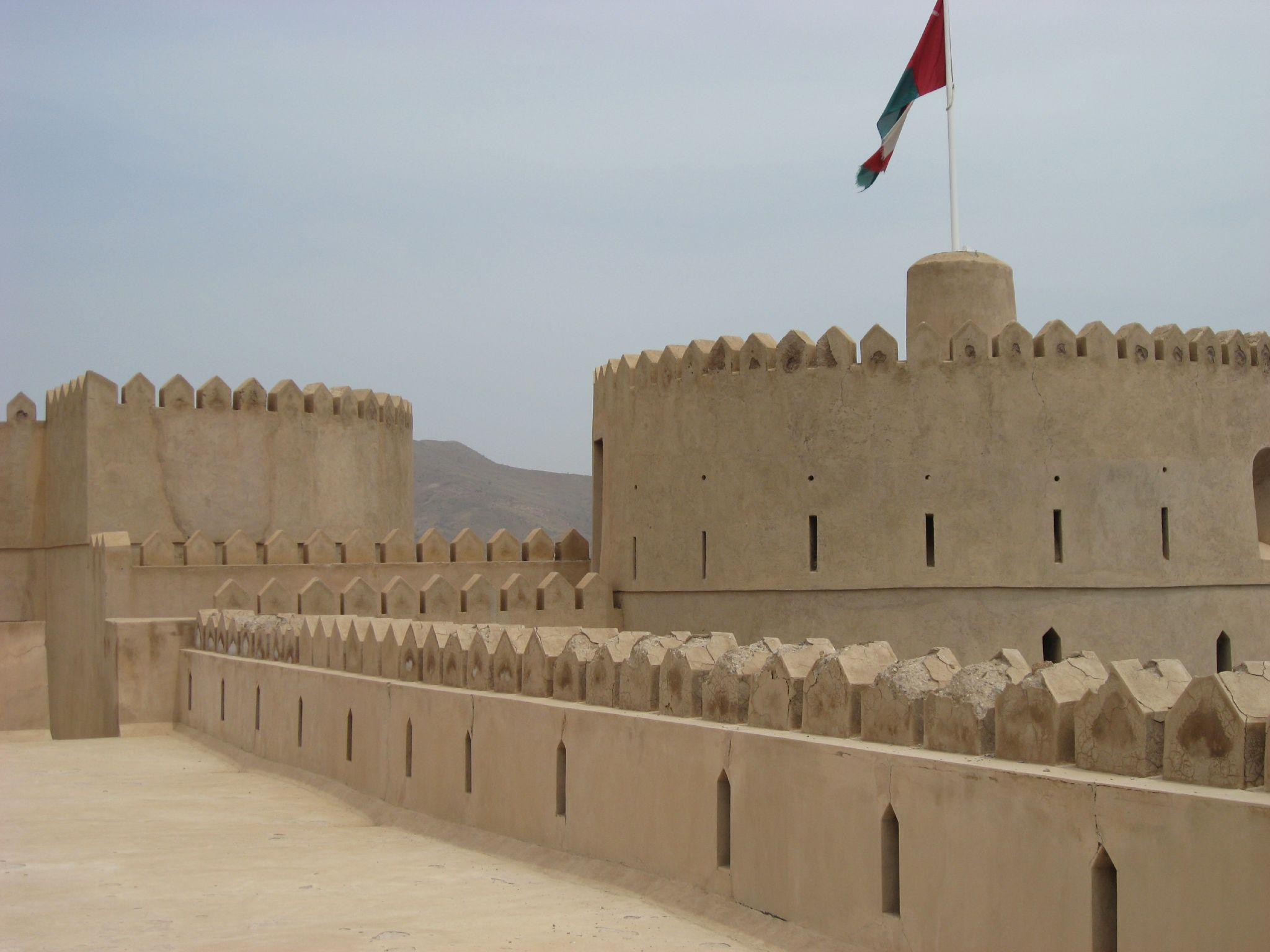
Il forte di Rustaq che Sayf bin Sultan II usò come base.

Sayf bin Sultan aveva circa dodici anni quando nel 1718 suo padre, l'imam Sultan bin Sayf II, morì. Sebbene fosse stato nominato suo successore e fosse popolare tra la gente, gli ulama decisero che era troppo giovane per ricoprire l'incarico e gli preferirono il suo prozio Muhanna bin Sultan. Nel 1719 Muhanna fu portato nel forte di Rustaq di nascosto e si proclamò imam. Muhanna era impopolare e nel 1720 fu deposto e ucciso da suo cugino Ya'arab bin Bel'arab. Questi restaurò Sayf bin Sultan II come imam e si autoproclamò suo custode. Nel maggio del 1722 Ya'arab fece il passo successivo e si proclamò imam. Ciò causò una rivolta guidata da Bel'arab bin Nasir, un parente per matrimonio dell'imam deposto. Nel 1723 Ya'arub bin Bal'arab fu deposto e Bal'arab bin Nasir divenne il custode.
Poco dopo, Muhammad bin Nasir al-Ghafiri guidò le sue tribù Nizari in rivolta. Gli si oppose una fazione guidata da Khalf bin Mubarak della tribù Bani Hina, e quindi chiamato Hinawi. Muhammad bin Nasir al-Ghafiri prese il sopravvento e catturò Sayf bin Sultan II e suo zio Bil'arab. Muhammad bin Nasir fu eletto imam nell'ottobre del 1724. Il suo rivale, Khalf bin Mubarak, suscitò problemi tra le tribù settentrionali. Nel 1728 a Sohar vi fu uno scontro nel quale furono uccisi sia Khalf bin Mubarak che Muhammad bin Nasir. Il presidio di Sohar riconobbe Sayf bin Sultan II come imam e fu pertanto reinstallato a Nizwa.

## Regno diviso

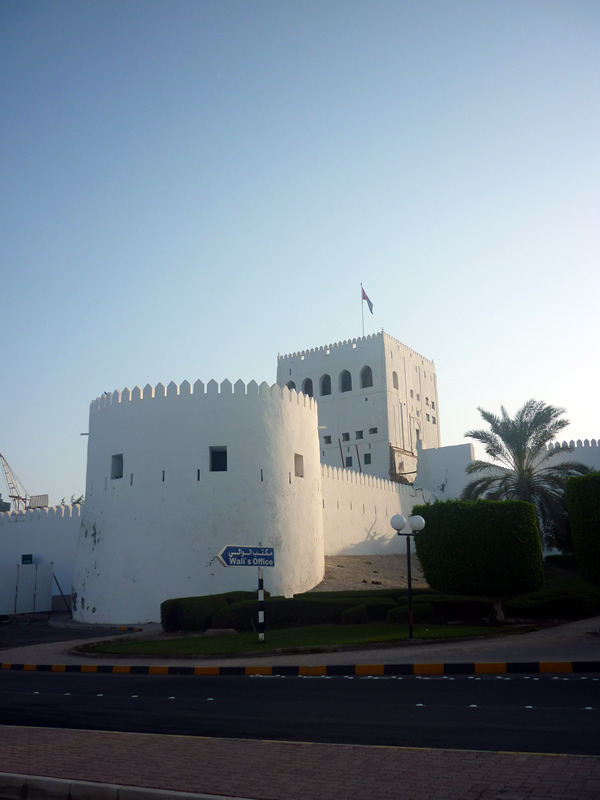
Il forte di Sohar.

Poco dopo l'installazione di Sayf bin Sultan, alcuni abitanti di Az Zahirah elessero imam un suo cugino, Bal'arab bin Himyar. Da quel momento il paese fu diviso tra le fazioni Ghafiri (sunniti) e gli Hinawi (ibaditi). Dopo i primi scontri, l'imam rivale rimase armato ma evitò le ostilità per alcuni anni. Bel'arab controllava gran parte degli interni e gradualmente acquisì altri territori. Sayf era supportato solo dalla tribù Beni Hina e da alcuni altri alleati ma aveva il controllo anche della marina e dei principali porti marittimi di Mascate, Burka e Sohar. Sayf adottò uno stile di vita stravagante nella sua residenza di Rustaq sviluppando un amore per il vino Shirazi.
Visto che il suo potere diminuiva, Sayf alla fine chiese aiuto contro il suo rivale allo scià di Persia Nadir. Una forza persiana arrivò nel marzo del 1737. Sayf bin Sultan si unì ai persiani. Marciarono verso Az Zahirah dove si incontrarono e dirottarono verso le forze di Bal'arab bin Himyar. I persiani avanzarono attraverso l'interno, catturando città, uccidendo, saccheggiando e prendendo schiavi. Si imbarcarono quindi per la Persia, portando con sé il loro bottino. Per alcuni anni dopo questo fatto Sayf fu sovrano indiscusso ma continuò la sua vita autoindulgente che provocò una rivolta delle tribù contro di lui.

## Deposizione e morte
Nel febbraio del 1742 un altro membro della famiglia Yaruba, Sultan bin Murshid, fu proclamato imam. Questi fu investito a Nakhal e iniziò a perseguitare Sayf che rivolse un nuovo appello ai persiani per chiedere aiuto. Promise di cedere loro Sohar. Una spedizione persiana arrivò a Julfar intorno all'ottobre del 1742. Assediarono Sohar e inviarono forze a Mascate ma non furono in grado di prendere la città. Nel 1743 Sayf fu ingannato e lasciò che i persiani prendessero forte Al Jalali e forte Al-Mirani, che sorvegliavano il porto di Mascate. Sayf e i suoi compagni infatti si ubriacarono con del vino durante un banchetto organizzato dai persiani. Il leader persiano quindi rubò il suo sigillo e scrisse delle missive per i comandanti dei forti nei quali si chiedeva di lasciare gli stessi. Morì poco dopo.
L'imam Sultan bin Murshid fu ferito a morte sotto le mura di Sohar a metà del 1743. Bal'arab bin Himyar fu eletto imam al suo posto. Nel 1744 Ahmed bin Sa'id, governatore della guarnigione di Sohar, fu eletto imam e fondò la dinastia che continua a governare l'Oman. Nel 1747 riuscì a distruggere l'ultima forza persiana nel paese. Ahmad bin Sayd divenne sovrano indiscusso del sultanato di Mascate quando Bal'arab bin Himyar morì nel 1749.